# San José (Costa Rica)
 Denne artikel omhandler byen San José (Costa Rica). Der er også andre byer med dette navn, se San José.
San José er hovedstaden og den største by i Costa Rica. Den er også hovedstad i San José-provinsen. San José ligger centralt i landet, på et højdedrag omkring 1.170 meter over havoverfladen. Byen har et indbyggertal på 365.799 (2006). I den anden halvdel af det 20. århundrede voksede byen hurtigt, fra 86.900 indbyggere i 1950. Stor-San José har over en million indbyggere.

## Historie
San José var en lille ubetydelig landsby indtil 1824, hvor landets første valgte statsoverhoved, Juan Mora Fernández, besluttede at flytte regeringen fra den gamle spanske kolonihovedstad Cartago og begynde på en frisk med en ny by.
Fordi byen opstod i slutningen af det 18. århundrede har den i modsætning til mange andre latinamerikanske hovedstæder ikke megen spansk koloniarkitektur:
Costa Ricas universitet blev etableret i 1843. San José er også hovedkvarter for den Interamerikanske Menneskerettighedsdomstol.

## Klima
San José ligger som resten af landet i det tropiske bælte, men på grund af højden over havet, har byen et mildt klima. Temperaturerne svinger mellem 18° og 26°. Regntiden er fra april til slutningen af november, men der kan også være overskyet og falde regnbyger uden for regntiden. Den relative luftfugtighed ligger mellem 60 og 90 procent.